# Carl Holsøe

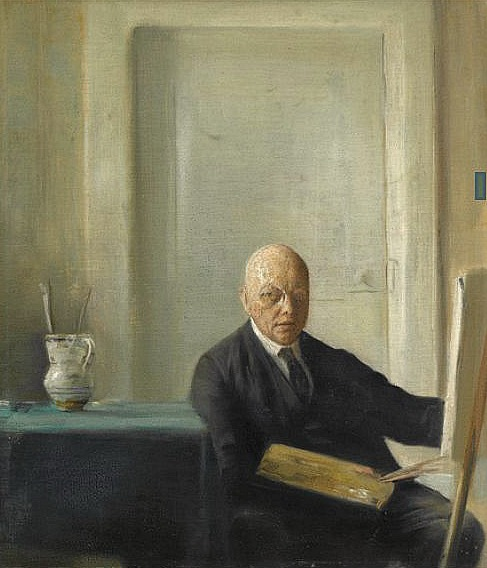
Carl Holsøe, zelfportret

Carl Vilhelm Holsøe (Aarhus, 12 maart 1863 – Asserbo, Seeland, 7 november 1935) was een Deens kunstschilder, vooral bekend door zijn schilderijen van interieurs.

## Leven en werk

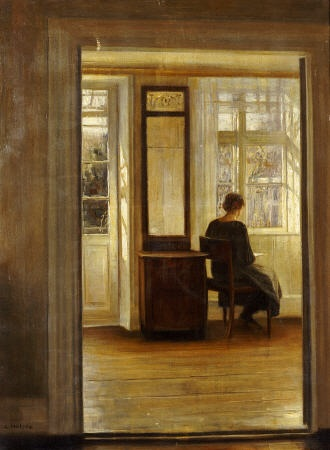
Dame in een interieur, ± 1900

Holsøe was een zoon van de architect Niels Peder Christian Holset (1826-1895). Hij studeerde aan de Koninklijke Deense Kunstacademie, samen met zijn broer Niels Holsøe (1865-1928), die ook kunstschilder werd. Onder leiding van Skagenschilder Peder Severin Krøyer volgde hij cursussen aan de 'Kunstnernes Studieskole'.
Holsøe sloot vriendschap met zijn medestudenten Vilhelm Hammershøi en Peter Ilsted, die hem stimuleerden om zich toe te leggen op het schilderen van interieurs. Samen vormden ze in de jaren 1890 het progressieve genootschap “De vrije expositie”, later ook wel de “Kopenhaagse interieurschool” genoemd. Ze werden sterk beïnvloed door de Hollandse genreschilders uit de zeventiende eeuw, in het bijzonder Johannes Vermeer. Deze invloed uitte zich met name in de bijzondere aandacht voor de lichtinval.
Aan Holsøe kleefde lang de geringschattende bijnaam Fattigmands Hammershøi ("armeluis Hammershøi"), maar inmiddels brengen zijn schilderijen bedragen op tot aan 300.000 DKK. Hij schilderde vooral vredige interieurs van de gegoede burgerij. Evenals bij de 17e-eeuwse genreschilderkunst moet men altijd even zoeken naar de 'verklaring' van het schilderij. Soms (bijvoorbeeld Vrouw met brief) wijst die terug naar 17e-eeuwse voorbeelden (Vermeer). Zijn werk valt verder op door de perfectionistische weergave van architectonische details. Hij zocht voortdurend naar een bepaald evenwicht binnen de beperkte ruimte. Goed voorbeeld is zijn Dame in een interieur, een lezende vrouw ingekaderd in een donkere lijst, waarvan bij nadere beschouwing blijkt dat het een spiegel is. De spiegellijst wordt zo een kader binnen een kader en de ruimte blijkt zich ineens achter de kijker te bevinden. De scherpe effecten van het door de ramen binnenstromende zonlicht komen tot uiting in silhouetten en beige- en bruingetinte vlakken. De omtrek van de ramen, de houten planken, en de bovenkant van de spiegel hechten zich aan elkaar en worden gelijkgeschakeld met de verticale lijnen in de spiegels, van de ramen en in de rechte houding van de lezende dame.
Holsøe schilderde ook bloemen en stillevens. Hij exposeerde vele malen op de jaarlijkse Charlottenborg-salon in de Koninklijke Deense Kunstacademie te Kopenhagen, maar ook op de Wereldtentoonstelling van 1889 in Parijs en de 'Munich Exhibition' in München (1891). In 1901 en 1908 werd hem door de Koninklijke Academie voor de Schone Kunsten de Eckersberg Medaille toegekend.
Holsøe overleed in 1935 op 72-jarige leeftijd en werd bijgezet op de begraafplaats van Vinderød bij Halsnæs. Veel werk van Holsøe is te zien in het Statens Museum for Kunst te Kopenhagen en in Bornholms Kunstmuseum op Bornholm. Ook diverse buitenlandse musea, met name in Duitsland, hebben werk van Holsøe in hun collectie.

## Galerij

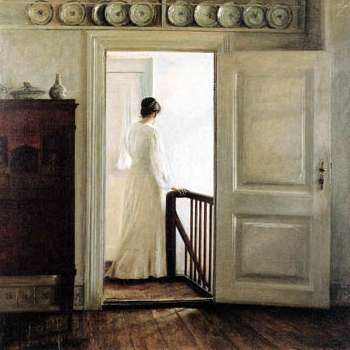
Interieur
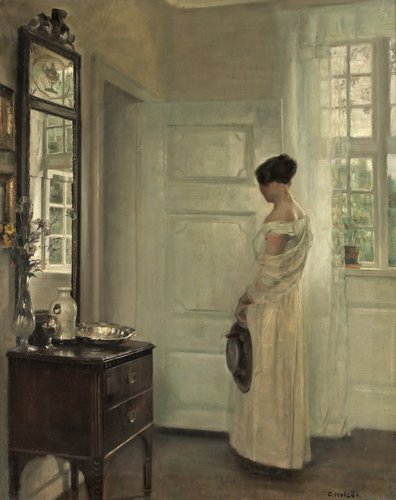
Meisje in een interieur
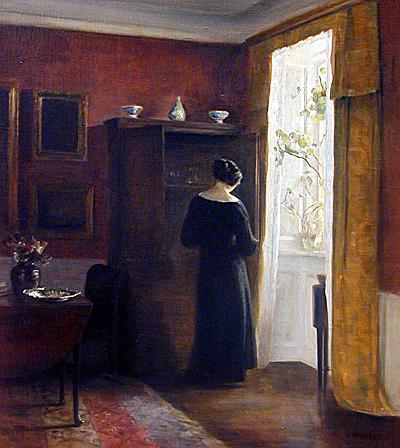
Interieur met vrouw bij het raam
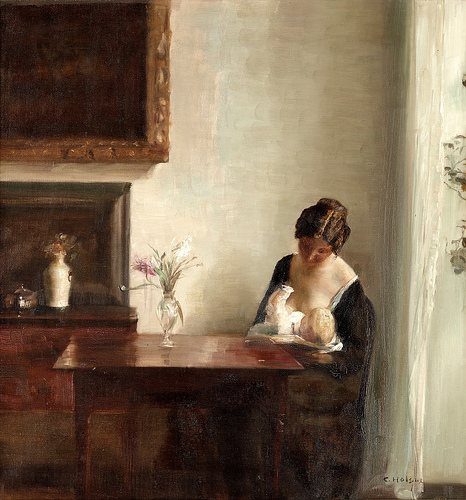
Interieur met vrouw en kind
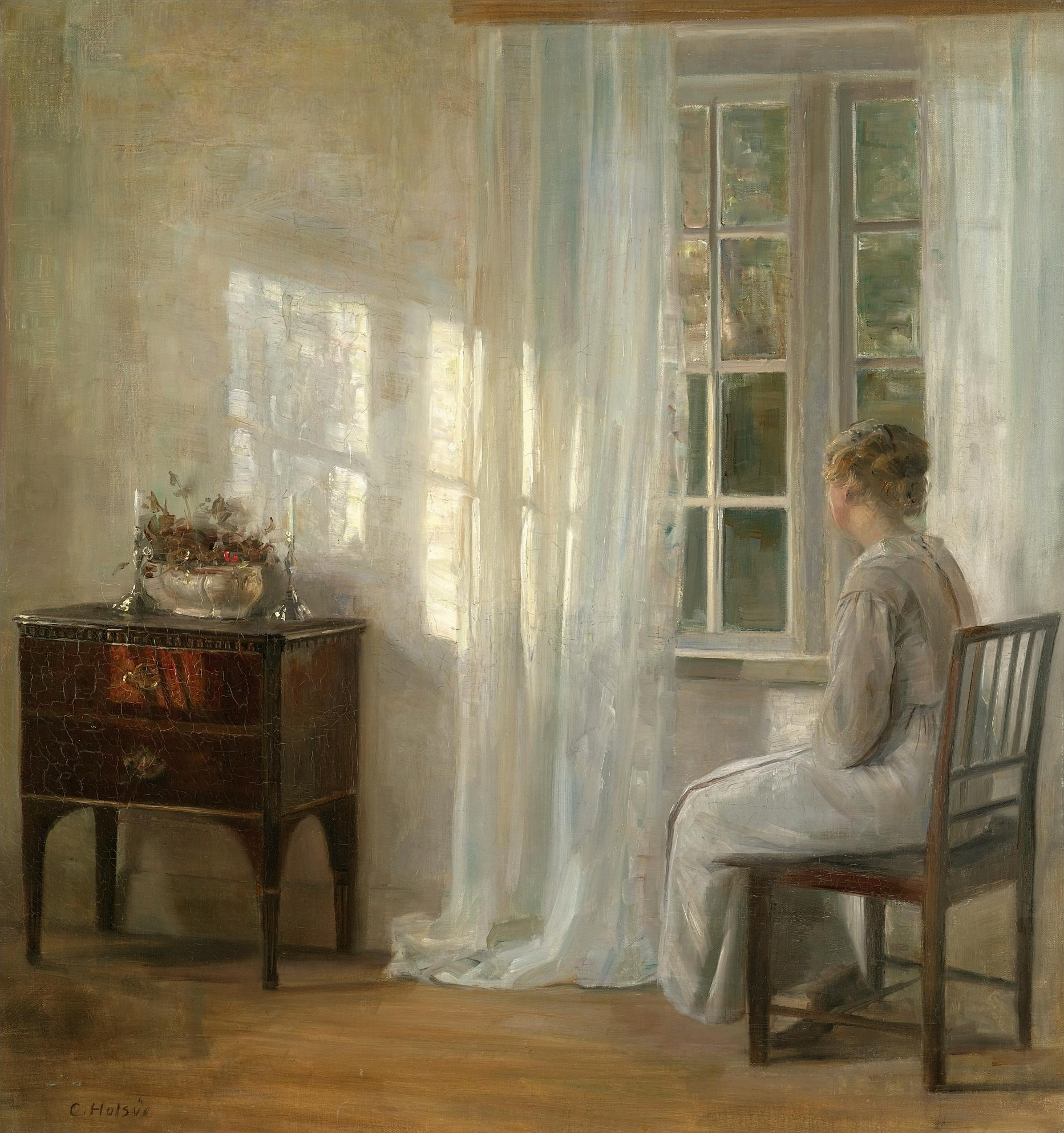
Wachten bij het raam
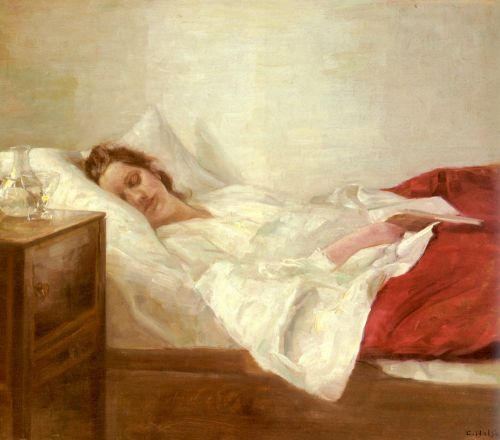
In slaap
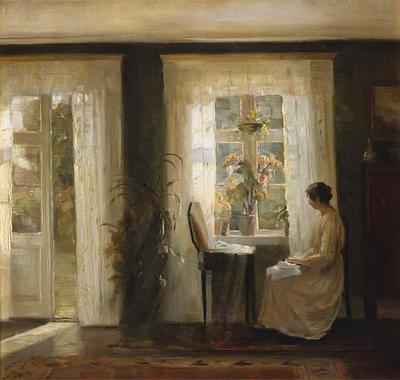
Dame aan een zonnig venster
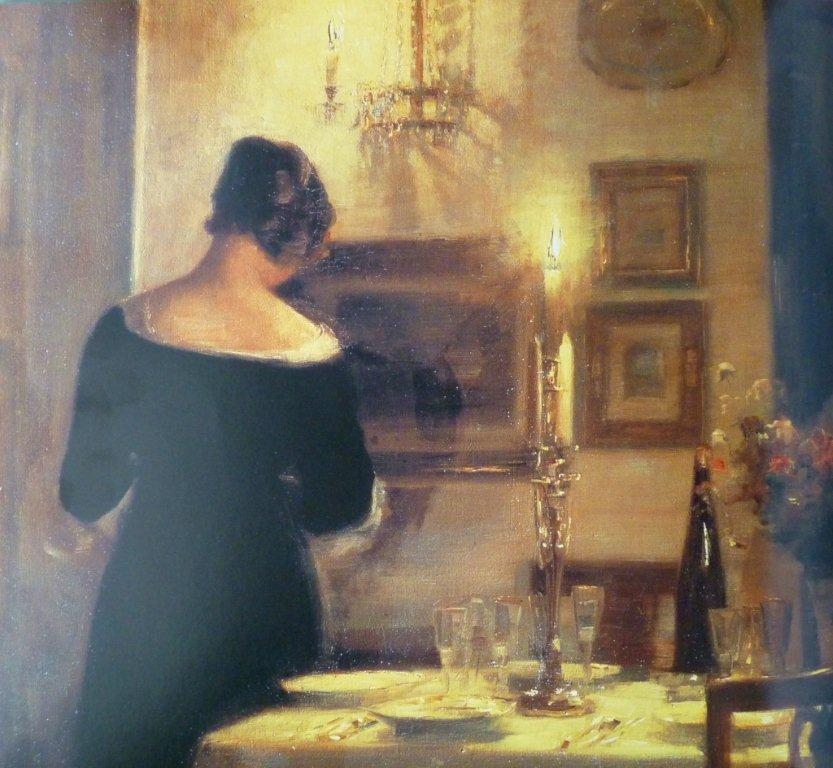
Vrouw in interieur
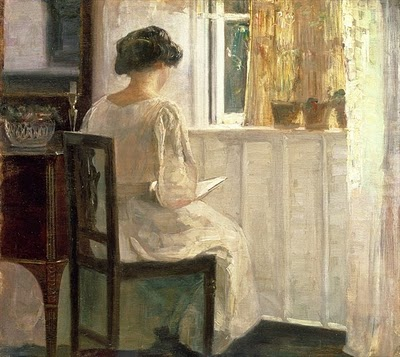
Een mooie namiddag
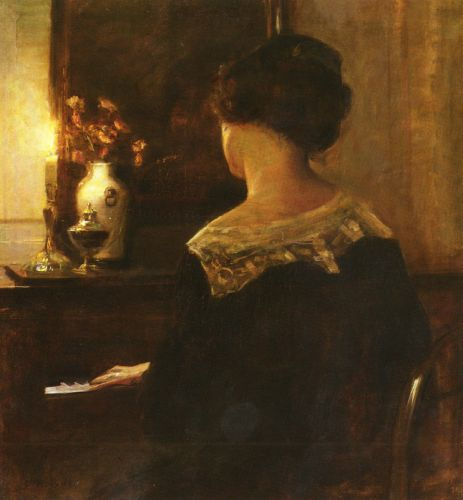
Een dame speelt piano